# Teodomiro Gutiérrez Cuevas
Teodomiro Gutierrez y Cuenas (ur. 1864, zm. 1916) był majorem armii Peru i rewolucjonistą. W 1914 stanął na czele rebelii indiańskiej, przybrał imię Inka Rumi Maqui oraz ogłosił odrodzenie państwa Inków. W 1916 został ujęty przez wojska rządowe, a później skazany na śmierć i stracony.